# Norra Strö landskommun
Norra Strö landskommun var en tidigare kommun i dåvarande Kristianstads län.

## Administrativ historik
Kommunen bildades i Norra Strö socken i Östra Göinge härad i Skåne när 1862 års kommunalförordningar trädde i kraft. 
Vid kommunreformen 1952 uppgick kommunen i Araslövs landskommun som uppgick 1967 i Kristianstads stad som 1971 ombildades till Kristianstads kommun.

## Politik

### Mandatfördelning i Norra Strö landskommun 1938-1946
| 8 | 10 |

| 18 |

| 8 | 10 |

| 17 |

| 8 | 10 |

| 18 |